# Joseph Gallieni
Joseph Simon Gallieni, född 24 april 1849 i Saint-Beat i Haute-Garonne, död 27 maj 1916, var en fransk militär och minister under första världskriget. 

## Biografi
Gallieni deltog i tysk-franska kriget 1870-71. Han utnämndes till löjtnant 1873 och kapten 1878. Han skickades till Afrika och deltog i koloniala expeditioner.
Efter tjänstgöring på Martinique utsågs Gallieni till guvernör i Franska Sudan, där han slog ner ett sudanesiskt uppror. Åren 1892-96 var han divisionschef i Franska Indokina och därefter guvernör på Madagaskar till 1905. 
1906 blev han arméchef och 1908 inspektör för kolonialtrupperna och medlem av högsta krigsrådet.
Gallieni var påtänkt som chef för generalsstaben 1911, men avböjde till förmån för Joseph Joffre på grund av hög ålder och svag hälsa. 

## Första världskriget
Galliene pensionerades i april 1914, men återkallads i tjänst i augusti för att 26/8 bli militärguvernör i Paris under den kritiska tid då staden hotades av de Tyska trupperna. 1 september ställdes 6:e armén under hans befäl, och tillsammans med andra delar av Paris garnison bidrog han verksamt till de franska framgångarna i slaget vid Marne 6-11 september. Joffre höll distans till Gallieni för att inte hans inflytande skulle bli för stort. Många anser dock att Gallienis energi och förutseende spelat en stor roll i segern vid Marne, som räddade Paris.
Gallieni såg en möjlighet att med den nyuppsatta sjätte armén anfalla flanken på den tyska första armén när den svängde österut tidigt i september. Under slaget inträffade den berömda trupptransporten när Paris taxibilar körde reserver från Paris till fronten. Vid åsynen av detta yttrade Gallieni de ofta citerade orden: "Eh bien, voilà au moins qui n'est pas banal!" ("Nåja, här har vi i ändå något ovanligt!"). Denna troligen första stora motoriserade truppinsats hade stor betydelse för slagets utgång. Störst ära för segern fick emellertid Joffre.
Gallieni blev krigsminister i oktober 1915 men avgick av hälsoskäl i mars 1916. Samarbetet med Joffre var konfliktfyllt, speciellt angående Verdun. Hans hälsa återhämtade sig inte och Joseph Gallieni dog i maj 1916. Postumt utsågs han till Marskalk av Frankrike 1921.
Gallieni har bland annat författat Trois colonnes au Tonkin 1894-95 (1899), Neuf ans à Madagascar (1907) och Mémoires du général Galliéni; défense de Paris (1920, utgiven av hans efterlevande).